# 山岡鉄秀
山岡鉄秀（やまおか てつひで、1965年 - ）は、日本のジャーナリスト、文筆家、モラロジー研究所研究員。

## 来歴
中央大学を卒業後、米系石油会社に就職し、その後退職しオーストラリアに渡りシドニー大学・大学院、ニューサウスウェールズ大学大学院を修了する。
2014年4月オーストラリア・ストラスフィールド市で中韓反日団体が仕掛ける慰安婦像公有地設置計画に対しシドニーを中心とする在豪邦人の有志と共に反対活動を展開し、2015年8月阻止に成功する。
大学院修了後は同国のグローバル企業で勤務。2014年4月、シドニー郊外のストラスフィールド市で中韓反日団体が企てる駅前公有地への慰安婦像設置計画を知り、現地の日本人母親のSOSメッセージを受けて阻止活動を展開する。現地の日系人、豪州人のネットワークを形成して多面的活動を展開した結果、2015年8月に市議会で全面否決に持ち込むことに成功する｡
高齢の両親の介護の為に帰国｡ケント・ギルバートと共に､朝日新聞社に対し英語による慰安婦問題印象操作記事配信の停止を要請する｡交渉中に､同社によるメタタグによるネット記事検索回避行為を発見する｡このほか拉致被害者救出に取り組むボランティアから、横浜海上防災基地工作船資料館に拉致被害の表記がないとの報告を受け、現地視察を経て改善活動を実施する。山谷えり子自民党拉致問題対策本部長に陳情し、多くの支援者のサポートを得て改善を実現する。外壁サイン、館内説明パネルに「北朝鮮」の明記と拉致被害に関する展示を実現した。

## 人物
- 海外経験の豊富なジャーナリストの経験を活かし、日本の国益を重視する言論活動を主にネットメディアを通じて展開している。
- クライブ・ハミルトン教授の『Silent Invasion』 の監訳者としてサイレント・インベージョンという言葉とコンセプトを広げたことでも知られる。
- 月刊Hanada連載を始め、様々な媒体に寄稿。講演、動画出演を行っている[4]。

### 統一教会および幸福の科学および生長の家との関係
- 2017年7月6日、新興宗教「幸福の科学」の関連団体「ひまわりJAPAN」[5]が主催する講演会「このままでいいのか、日本！2017」で、山岡は高橋史朗（新興宗教「生長の家」の関連団体「日本教育研究所」の事務局長[6][7]」らと講演をした[8]。講演会の会場はニューヨークにある統一教会が所有するビルだった[8][9]。

### モラロジーとの関係
- 山岡は、モラロジー道徳教育財団の道徳科学研究所の研究員（モラロジー研究所研究員）である[1][2]。
- 山岡は、
  1. モラロジー講座への現代的コンテンツ導入の可能性の研究
  2. モラロジー研究所の活動における共益から公益への転換の可能性の研究
  3. モラロジーの日本発世界道徳スタンダード化の可能性の研究

　について研究している。
- 2018年4月11日、山岡は「外部から見たモラロジー講座再構成の可能性について」という記事を発表した[10]。
- 2025年4月時点で、山岡はモラロジー道徳教育財団が運営する令和専攻塾の塾頭を務めている[11]。

### 参政党との関係
- 2023年9月9日、参政党が主催した「参政党フェス」で山本は講演した[12]。
- 2024年2月21日、参政党の公式YouTubeチャンネルが投稿した動画『暴走する地方自治体 山岡鉄秀 【赤坂ニュース 009】令和6年2月21日 参政党』に山岡は出演した[13]。
- 2024年3月2日、参政党が主催した「参政党タウンミーティングin千葉」で山岡は講演をした[14]。
- 2024年3月17日、参政党が主催した「参政党タウンミーティングin熊本」で山岡は講演をした[15]。
- 2024年3月30日、参政党が主催した「参政党タウンミーティングin取手駅前」で山岡は講演をした[16]。
- 2024年04月12日、参政党の公式YouTubeチャンネルが投稿した動画『日本は第四の敗戦を迎えている 山岡鉄秀 【赤坂ニュース 053】令和6年4月12日　参政党』に山岡は出演した[17]。
- 2024年05月14日、参政党の公式YouTubeチャンネルが投稿した動画『なんちゃって独立国❓🤔日本😥😥😥 山岡鉄秀 【赤坂ニュース 080】 令和6年5月14日 参政党』に山岡は出演した[18]。
- 2024年7月7日、参政党の水俣市議会議員の淵上美緒が主催した「山岡鉄秀先生講演会in水俣」で、山岡は講演した[19]。
- 2024年8月17日、参政党の公式YouTubeチャンネルが投稿した動画『今日本の食が危ない！？海外の食文化論から安全性や豊かさを考える 山岡鉄秀【赤坂ニュース155】参政党』に山岡は出演した[20]。
- 2024年9月8日、参政党が主催した「参政党タウンミーティングin長崎」で山岡は講演した[21]。
- 2024年9月14日、参政党が主催した「参政党タウンミーティングin練馬」で山岡は講演をした[22]。
- 2024年12月31日、参政党の公式YouTubeチャンネルが投稿した動画『ネオコンとは？2つのアメリカファースト！トランプ VS ネオコン 前編 山岡鉄秀【赤坂ニュース213】参政党』に山岡は出演した[23]。
- 2025年1月28日、参政党の公式YouTubeチャンネルが投稿した動画『解説「アメリカに潰された日本の政治家たち」（孫崎享）の真相はいかに！？ 山岡鉄秀【赤坂ニュース225】参政党』に山岡は出演した[24]。

## 著作
- 『日本よ、もう謝るな! : 歴史問題は事実に踏み込まずに解決しない』飛鳥新社 2017
- 『日本よ、情報戦はこう戦え!』扶桑社　2018
- 『「慰安婦」謀略戦に立ち向かえ! : 日本の子供たちを誰が守るのか?』明成社 2017